# Даниел Аренас
Даниел Енрике Аренас Консуегра (на испански: Daniel Enrique Arenas Consuegra) е колумбийски актьор.
Той е най-малкият от шестте деца в семейството. В САЩ учи актьорско майсторство. Участва в първия сезон на реалити шоуто Protagonistas de novela през 2002 г., в което е финалист. След участието си получава водеща роля в теленовелата Francisco el Matemático от 2003 г.
Първата си роля в жанра на теленовелите получава през 2002 г. в теленовелата Отмъщението, продуцирана от RTI Televisión за Телемундо и Caracol Televisión, в която главната роля е изпълнена от Габриела Спаник.
Първата си главна роля получава през 2013 г. в теленовелата Необуздано сърце, продуцирана от Натали Лартио за Телевиса, където си партнира с Ана Бренда Контрерас.
През 2014 г. изпълнява главната мъжка роля в теленовелата Котката, продуцирана от Натали Лартио, където си партнира с Маите Перони и Лаура Сапата.
През 2016 г. получава следващата си главна роля в теленовелата Да се будя с теб, продуцирана от Педро Дамян, където си партнира с Ела Велден.
През 2017 г. изпълнява главната мъжка роля в първия сезон на теленовелата Съпругът ми има семейство, продуцирана от Хуан Осорио, където си партнира със Сурия Вега, Диана Брачо, Силвия Пинал и Рафаел Инклан.

## Филмография

### Телевизия
- Помощ! Влюбвам се (2021) – Алберто Муньос Кано
- Лекари, линия на живота (2019) – Давид Паредес
- Съпругът ми има по-голямо семейство (2018-2019) – Хуан Пабло Корсега Гомес
- Съпругът ми има семейство (2017) – Робърт Купър/Хуан Пабло Корсега Гомес
- Да се будя с теб (2016/17) – Пабло Ерминио Леал Вентура
- Котката (2014) – Пабло Мартинес Негрете
- Необуздано сърце (2013) – Октавио Нарваес
- Amorcito corazón (2011/12) – Уилям Гилермо Пинсон Ернандес
- Тереса (2010) – Фернандо Морено Гихаро
- Doña Bella (2010) – Николас Аяла
- La sucursal del cielo (2008) – Самуел
- Nuevo rico, nuevo pobre (2007) – Ервин Ойос
- Los Reyes (2005) – Сантяго
- Francisco el Matemático (2003) – Ханс
- Отмъщението (2002) – Данило Фонтана (млад)

### Кино
- Prax: un niño especial (2014) – Раймундо
- Poquita ropa (2011)

### Театър
- Qué rih mambo (2012)
- Hercules, el musical (2012)
- Gaitán, el hombre a quien amé (2009)
- Jesucristo Superestrella (2006)

## Награди и номинации
Награди TVyNovelas (Мексико)
| Година | Категория                      | Теленовела                | Резултат  |
| ------ | ------------------------------ | ------------------------- | --------- |
| 2018   | Най-добър актьор в главна роля | Съпругът ми има семейство | Номиниран |
| 2014   | Най-добър актьор в глявна роля | Необуздано сърце          | Номиниран |

People en Español
| Година | Категория                               | Теленовела       | Резултат  |
| ------ | --------------------------------------- | ---------------- | --------- |
| 2013   | Най-добър актьор                        | Необуздано сърце | Номиниран |
| 2013   | Най-добра двойка с Ана Бренда Контрерас | Необуздано сърце | Номиниран |